# SACE
Акционерное общество SACE (от итал. Servizi Assicurativi del Commercio Estero, по-русски произносится СА́ЧЕ) — итальянское государственное экспортно-кредитное агентство. Генеральным директором является Джованни Кастелланета, бывший посол Италии в США.

## История
SACE создано в 1977 году в соответствии с законом 227/77 в качестве специального подразделения для страхования экспортных кредитов Национального института страхования. Затем в соответствии с Законодательным декретом 143/98 стало Институтом внешней торговли. Услуги страхования, впоследствии общественной экономической организацией.[что?] В 2004 году в соответствии с Законом 326/2003 (статья 6) становится акционерным обществом (начиная с 1 января 2004 года) .

## Деятельность
SACE, 100 % акций которого контролирует Министерство экономики и финансов Италии, предлагает комплексные финансовые услуги: страхование экспортных кредитов, защиту инвестиций, предоставляет услуги по поручительству и финансовым гарантиям, оказывает услуги факторинга и консультационные услуги.
Покрывает политические и коммерческие риски в 180 странах.
География деятельности представлена в таблице:
| Регион                           | Доля региона в объеме оказываемых услуг |
| -------------------------------- | --------------------------------------- |
| Европейский союз (EU 27)         | 32,5 %                                  |
| Остальная Европа и СНГ           | 25,5 %                                  |
| Ближний Восток и Северная Африка | 19,1 %                                  |
| Америка (Северная и Южная)       | 11,4 %                                  |
| Юго-Восточная Азия и Океания     | 9,5 %                                   |
| Африка (к югу от Сахары)         | 2 %                                     |